# عاصم بن محمد بن زيد العمري
عاصم بن محمد بن زيد بن عبد الله بن عمر بن الخطاب. العمري، المدني، القرشي، العدوي. من رواة الحديث الثقات، ومن جلة المدنيين ومتقني أتباع التابعين، توفي سنة بضع وستين ومائة.

## روايته للحديث النبوي
- رَوَى عَن: أخيه زيد بن محمد بن زيد، وعبد الله بن سَعِيد، وأبي سَعِيد المقبري، وأخيه عُمَر بن محمد بن زيد، والقاسم بن عُبَيد الله بْن عَبد اللَّهِ بْن عُمَر، والمثنى بن يزيد، وأبيه محمد بن زيد ومحمد بْن كعب القرظي ومحمد بن المنكدر وأخيه واقد بن محمد بن زيد العمري.[4]
- رَوَى عَنه: أبو إسحاق إِبْرَاهِيم بن محمد الفزاري وأحمد بن عَبد الله بْن يونس وإسحاق بن منصور بْن حيان الأسدي وإسحاق بْن يوسف الأزرق وإسماعيل بن أَبي أويس، وبشر بْن عُمَر الزهراني وبشر بن المفضل وزياد بْن عَبد اللَّهِ البكائي وسفيان بْن عُيَيْنَة وشبابة بن سوار وعاصم بْن علي بْن عاصم الواسطي وعبد الله بن رجاء الغداني وعبد الحميد بن صالح البرجمي وعثمان بن زفر التَّيْمِيّ وعلي بن الجعد وعُمَر بن يونس اليمامي وأبو نعيم الفضل بْن دكين وقبيصة بْن عقبة ومحمد بْن سابق ومعاذ بن معاذ بالعنبري والنعمان بن عبد السلام الأصبهاني وأبو النضر هاشم بن القاسم وأبو الوليد هشام بن عَبد المَلِك الطيالسي ووكيع بْن الجراح ويزيد بْن هارون ويعقوب بن إبراهيم بن سعد.

## اقوال العلماء فيه
الجرح والتعديل
- أبو بكر البزار: صالح الحديث.
- أبو حاتم الرازي: ثقة، ومرة: لا بأس به.
- أبو دواد السجستاني: ثقة.
- أبو زرعة الرازي: صدوق في الحديث.
- أحمد بن حنبل: ثقة.
- أحمد بن شعيب النسائي: ليس به بأس.
- أحمد بن صالح الجيلي: ثقة.
- ابن حجر العسقلاني: ثقة.
- الذهبي: صدوق.
- محمد بن إسماعيل البخاري: ثقة صدوق.
- يحيى بن معين: ثقة.